# Andrenosoma trigoniferum
Andrenosoma trigoniferum är en tvåvingeart som beskrevs av Hermann 1906. Andrenosoma trigoniferum ingår i släktet Andrenosoma och familjen rovflugor. Inga underarter finns listade i Catalogue of Life.